# 上海インターナショナル・サーキット
上海インターナショナル・サーキット（Shanghai International Circuit、中国語: 上海国际赛车场）は、中華人民共和国・上海市嘉定区にあるサーキットである。設計はヘルマン・ティルケが手掛けた。

## 概要
中国国内では珠海国際サーキットに続く国際規格サーキットとして建設され、2004年6月に完成した。
運営する上海国際賽車有限公司は2004年から2010年までの7年間、F1中国グランプリを当地で行う開催権を取得し、2004年9月にF1中国GPが初開催された。MotoGPなどの国際レースやフェラーリ・レーシング・デイズなどのイベントも行われている。
2005年のF1中国GPでは10コーナーの排水溝の蓋が外れ、マクラーレンのファン・パブロ・モントーヤのマシンがそれを踏んでリタイアするというアクシデントが起こった。
2010年には、FIAに対して2011年以降の開催再承認申請を行っていたがターン1、ターン8、ターン14で地盤沈下が生じていることが指摘された。その後改修作業を行い、2017年まで開催権を延長することが承認された。また、地盤沈下改修工事以外にもサーキットの排水能力を高める工事も行っている。2017年9月に開催契約が2020年まで延長された。

## コース
コース全景は漢字の「上」の字をモチーフにしているといわれているが、ティルケは「それは偶然の産物」「コースのデザインを終えて中国の人たちに見せたら、その形が上海の"上"の字に似ていたため、とても喜んでもらえたんだ。我々はそんなことは知らなかったんだけどね。結果的にうまくいったというわけさ」とシラを切っている。また、1～2コーナー、12～13コーナーのレイアウトを「中国古来の陰陽思想を表現した」とも述べている。
1〜2コーナーは右に渦を巻くような長いコーナー。その円を描く途中に急に左の複合3コーナーが現れ、左の4コーナーをぬけるとストレート。このストレートの途中に高速の右5コーナーがあり、ストレートエンドにはヘアピンの6コーナーがある。
短いストレートの後、大きなS字状の7・8コーナー。左の複合の9・10コーナーを抜けると再び短いストレートがある。鋭角に曲がる左の11コーナーをぬけ、12コーナーを右に曲がると、イン側にバンクのついた大きな右13コーナーがある。
13コーナーの後はこのコース最長となる1.2kmのストレートで、ストレートエンドにあるヘアピンの14コーナーが最大のオーバーテイクポイントとなる。ヘアピンから右の15コーナーをぬけると、短いストレートの後、最終の左16コーナーを経てホームストレートに戻る。

## データ
- 公式オープン（完成記念式典）：2004年6月6日
- 総工費：2億4千万USドル（約266億円）
- 所在地：上海市嘉定区安亭鎮越野公園
- 運営：上海国際賽車場有限公司
- 総面積：5.3km2
- 収容観客数：20万人

- コース1周：5.451m
- 最長直線距離：1.175m
- カーブ数：16（右:9、左:7）
- カーブ：最小半径　?? m